# Jason Remeseiro
David Remeseiro Salgueiro (ur. 6 lipca 1994 w A Coruña) – hiszpański piłkarz występujący na pozycji pomocnika w Getafe CF, do którego jest wypożyczony z Valencii CF.